# 2019年馬德拉巴士意外
2019年馬德拉巴士意外發生在2019年4月17日，一架觀光巴士在葡萄牙馬德拉聖克魯斯蘆葦堂區發生意外，當時車上載有56人，大部分都是來自德國的旅客。意外最終造成至少29人死亡，包括18女11男，另外27人受傷，包括葡萄牙司機和導遊。
意外發生在當地時間大約下午6時30分，肇事巴士在崎嶇的山路上轉彎，但失控撞向堤防，其後衝下山坡，撞向一間房屋才停下來。
是次意外有大量死傷者，當局出動19架救護車送往醫院，令附近的醫院都不勝負荷。葡萄牙總理安東尼奧·科斯塔向德國總理安格拉·默克爾致以深切慰問。葡萄牙總統馬塞洛·雷貝洛·德索薩則計劃視察意外地點。